# Russell Elevado
Russell Elevado (né en 1966 aux Philippines) est un ingénieur du son et producteur de disques basé à New York.

## Biographie
Russell Elevado est un producteur de disques et ingénieur du son multirécompensé, notamment par un Grammy Award. Né aux Philippines en 1966, il a immigré aux États-Unis avec sa famille en 1972 et a grandi à New York. Il commence sa carrière a en 1986 lorsqu'il a effectué un stage au sein du studio du producteur Arthur Baker, connu sous le nom de Shakedown Studios à New York.
De 1989 à 1991, Elevado a ensuite travaillé dans divers studios en tant qu'ingénieur assistant, avant de rejoindre les studios Quad, où il a fait ses débuts en tant qu'ingénieur du son, occupant ce poste. Après avoir quitté Quad Studios, Elevado a choisi de se lancer en tant qu'indépendant.
Elevado est connu pour son utilisation exclusive d'équipements analogiques et préfère l'enregistrement à la bande pour ses productions.

## Distinctions
Russell Elevado possède un catalogue de 50 albums complets parmi les plus de 100 albums de sa discographie.
Elevado a remporté un Grammy Award  en 2000 pour son travail de production sur l'enregistrement et le mixage de l'album Voodoo de l'artiste R&B contemporain D'Angelo, acclamé par la critique. Voodoo est désormais considéré comme un album classique du genre R&B contemporain et a ouvert la voie au mouvement néo-soul. Les techniques d'ingénierie et de production « old school » d'Elevado et sa préférence pour l'utilisation d'équipements principalement vintage ont donné à l'album un son rappelant les disques soul ou funk classiques fusionnés avec des textures hip-hop et des traitements psychédéliques entendus sur les disques de rock classiques des années 1960 et 1970.
De 2003 à 2006, Elevado a produit, enregistré et mixé trois albums pour le regretté trompettiste de jazz Roy Hargrove. Le groupe s'appelait Roy Hargrove and the RH Factor, une fusion de jazz, de soul et de funk. Tous ces albums ont été enregistrés et mixés en analogique avec un minimum d'overdubs à une époque où les contemporains d'Elevado adoptaient l'enregistrement et le mixage numériques. Ces albums sont un parfait exemple du son, de la créativité et de la vision d'Elevado.
Elevado a mixé quelques chansons pour le deuxième album controversé et inédit de Bilal, Love for Sale . 
Son travail avec Questlove, The Roots et Common est également très remarquable, repoussant les limites du hip-hop organique avec un mixage et une production créatifs. Il a travaillé avec certains des artistes et producteurs les plus populaires et les plus influents de son époque comme Alicia Keys (Elevado a mixé son premier single à succès « Fallen »), Jay Z, Rick Rubin, Tony Visconti, Mark Ronson, Erykah Badu et J Dilla pour n'en citer que quelques-uns. Ce qui le distingue de ses pairs est son engagement envers la méthode analogique et organique de créativité.     Il a été cité dans de nombreuses interviews sur son insatisfaction à l'égard du support d'enregistrement numérique et sur la façon dont il a changé l'industrie et le processus créatif des artistes et de la production. 
Elevado n'utilise aucun plug-in (effets et traitement numériques) et utilise exclusivement des équipements analogiques pour le traitement. Son dévouement à l'analogique a défini sa carrière en attirant un large éventail d'artistes de différents genres.
En 2009, il a reçu une nomination aux Grammy Awards pour le meilleur album enregistré  pour avoir enregistré Lay It Down d' Al Green .
En 2015, il remporte un Grammy du meilleur album R&B  pour Black Messiah de D'Angelo , la suite tant attendue de Voodoo.
En 2020, Elevado a remporté un Grammy dans la catégorie Meilleure musique du monde pour le mixage de l'album "Celia" d'Angélique Kidjo. La même année, il a également reçu une nomination en tant que producteur/ingénieur/mixeur pour le groupe Lettuce dans la catégorie Meilleur album instrumental de jazz.
Elevado montre sa large gamme de styles parmi les artistes lorsqu'il a reçu le Grammy Award de l'album de l'année pour l'album We Are de Jon Batiste en 2022, qui a pareillement remporté de nombreux prix cette année-là.

## Discographie sélective
Albums complets
- Angélique Kidjo - "OYO"
- Animal Collective – « N’est-ce pas maintenant ? »
- Blackalicious – « Flèche flamboyante »
- Blackalicious – « Le métier »
- Corneille – « La naissance de Corneille »
- D'Angelo - « Voodoo » (ingénierie et mixage)
- D'Angelo - "Le Messie Noir"
- Block Party de Dave Chappelle – Bande sonore avec divers artistes
- David Ward – « Violet, Gold + Rose » (mixé et masterisé)
- Dornik - "Dornik"
- Fredy Massamba - "Makasi"
- Goapele – « Change tout »
- iET – « Tellement irréel »
- Inky - "Swag primordial"
- Jay-Z avec The Roots – « MTV Unplugged »
- Kamasi Washington - "Vérité"
- Karl Denson – « Le pont »
- Keziah Jones – « Orphée noir »
- Keziah Jones – « Capitaine Rugged »
- Mike Andersen – « Échos »
- Nikka Costa – « Tout le monde a quelque chose à offrir »
- Nikka Costa – « Du caillou à la perle »
- Patrice - "Nil"
- Patrice - "Un"
- Roy Hargrove présente The RH Factor – « Hard Groove » (Coproduit, conçu et mixé)
- Roy Hargrove présente The RH Factor - « Strength » (Coproduit, conçu et mixé)
- Roy Hargrove présente The RH Factor - « Distractions » (Coproduit, conçu et mixé)
- Saul Williams – « Rock Star Améthyste »
- Les Dandy Warhols - Les Dandy Warhols sont des gens intelligents
- Tye Tribbett et GA – « La vie »
- Wayna – « Les expatriés »
- Xenia Franca - "Au nom de l'étoile"
- Zap Mama – « Récréation »